# Торрі-ін-Сабіна
Торрі-ін-Сабіна (італ. Torri in Sabina) — муніципалітет в Італії, у регіоні Лаціо,  провінція Рієті.
Торрі-ін-Сабіна розташоване на відстані близько 55 км на північ від Рима, 20 км на захід від Рієті.
Населення — 1265 осіб (2014).

## Демографія
Населення за роками:

Станом на 1 січня 2023 року в муніципалітеті офіційно проживало 110 іноземців з 24 країн, серед них 71 громадянин країн Євросоюзу та 4 громадяни України.

## Сусідні муніципалітети
- Кальві-делл'Умбрія
- Канталупо-ін-Сабіна
- Касперія
- Монтазола
- Монтебуоно
- Сельчі
- Тарано
- Ваконе